# Indiana Jones
Dr Henry Walton "Indiana / Indy" Jones, Jr., eller Indiana Jones, är en fiktiv äventyrare, arkeolog, professor i arkeologi och huvudperson i flera äventyrsfilmer, TV-serier, romaner, datorspel och i en serietidning. Rollfiguren skapades av George Lucas som en hyllning till actionhjältarna i 1930-talsfilmer. Indiana Jones förekom för första gången 1981 i filmen Jakten på den försvunna skatten som följdes upp av Indiana Jones och de fördömdas tempel 1984, Indiana Jones och det sista korståget 1989, TV-serien Indiana Jones äventyr 1992 till 1996, samt Indiana Jones och Kristalldödskallens rike 2008. Indiana Jones har även porträtterats i nöjesfältattraktionen Indiana Jones Adventure som finns i Disneyland i USA och Tokyo DisneySea i Japan.
Indiana Jones namn har även använts i andra sammanhang. Ett exempel på det är flipperspelet Indiana Jones: The Pinball Adventure.

## Biografi
Indiana (Indy) Jones är en arkeolog som omkring 1930-talet normalt undervisar och forskar vid Barnett College i New York. Han dras ständigt in i expeditioner jorden runt, vilka har en tendens att utvecklas till vilda äventyr. Återkommande teman i berättelserna är kampen mot ondskan och andra skattletare.
Indiana Jones är under sina expeditioner ofta klädd i en fedora-hatt, vitgrå arméskjorta, skinnjacka och khakifärgade byxor. Hans favoritvapen är oxpiska och revolver. Jones främsta karaktärsdrag är mod på gränsen till vårdslöshet men han hyser även en stark fobi mot ormar och andra kräldjur. Smeknamnet "Indiana" tog Dr. Henry Jones jr. efter en hund som hans familj ägt under hans yngre år.